# Kloster Bégard
Das Kloster Bégard (Begardum) ist eine ehemalige Zisterzienserabtei in der Gemeinde Bégard im Département Côtes-d’Armor, Region Bretagne, in Frankreich. Es liegt rund 14 km nordwestlich von Guingamp.

## Geschichte
Das Kloster wurde als erste Zisterzienserniederlassung in der Bretagne 1130 auf von Graf Étienne I. de Penthièvre gestiftetem Land von Mönchen aus dem Kloster L’Aumône besiedelt. Es gehörte damit der Filiation von Kloster Cîteaux an. Von Bégard aus erfolgten die Tochtergründungen Kloster Le Relec (1132), Kloster Boquen (1137), Kloster Saint-Aubin-des-Bois (1138), Kloster Lanvaux (1138) und Kloster Coëtmaloën (1142). In Yorkshire in England gründete das Kloster das Priorat Begare. 1765 wurde das Kloster wenigstens teilweise neu errichtet. Während der Französischen Revolution fand es 1790 sein Ende. 1857 zog die Congrégation du Bon-Sauveur aus Caen ein.

## Bauten und Anlage
Erhalten sind nur einige im Jahr 1765 neu errichtete Gebäude, darunter das Abtshaus. Von der Umfassungsmauer ist ebenfalls ein Teil erhalten. Rund einen Kilometer vom Kloster steht noch die Meierei der Abtei. Auch die Meierei Pluscoat ist noch vorhanden.